# Ліптобіоліт
Ліптобіолі́т (рос. липтобиолит, англ. liptobiolite, нім. Liptobiolith m) — різновид вугілля, початковим матеріалом якого є біохімічно стійкі елементи вищих рослин (оболонки кутикул, спор, віск, смоляні тіла, пробкова тканина кори рослин і т.ін.).

## Склад
Л. — напівматове і матове вугілля із вмістом фюзиніту до 10 % при загальному вмісті геліфікованих елементів до 50 %. За перевагою в початковому матеріалі тих або інших елементів Л. поділяють на: 
- спорове (тасманіт),
- кутикулове (листувате або паперове вугілля),
- смоляне (рабдопісит),
- корове (лопініт),
- воскове (піропісит),
- пилкове (фіменіт - ліптобіоліти, утворені з квіткового пилку). Вперше були виявлені у торфяному болоті.

## Властивості
Колір Л. змінюється від жовтого до бурувато-чорного, блиск матовий, структура тонкозерниста з неправильним зламом (спорові і смоляні Л.), листувата (кутикуловий Л.), плитчаста (корові Л.). Колір риски від коричнювато-жовтого до чорного з буруватим відтінком. Л. горять полум'ям, що коптить, видаючи запах горілої ґуми.
Характеризуються підвищеним виходом летких речовин (45-57 %), первинної смоли при сухій перегонці, підвищеним вмістом водню, високою теплотою згоряння (34,3-36,4 МДж/кг) і низькою зольністю (8-9 %). Смолисті ліптобіоліти мають підвищену пористість.

## Поширення
Ліптобіоліти (екзиніти), що утворилися з найстійкіших частин рослин (воску, смол), складають невеликі за потужністю шари у вугіллі нижнього карбону Західного Донбасу і окремі пласти Ткібульського родовища в Грузії. Ткібульські ліптобіоліти легко запалюються від сірника, що пов’язано з особливостями їх складу. Основним матеріалом для їх утворення слугували смола хвойних рослин, кутикули листя і пагінці вищих наземних рослин. Смолисті ліптобіоліти характеризуються підвищеною пористістю, вони містять вуглецю на 3-6% менше, а водню на 0,5-3,0% більше, ніж сусідні шари гумітів. При високих температурах ліптобіоліти розкладаються з виділенням великої кількості газоподібних органічних речовин, у зв’язку з чим легко запалюються. При низьких температурах вони хімічно більш інертні, ніж гуміти. 
Л. звичайно зустрічаються спорадично у вигляді дрібних лінзоподібних прошарків в ін. видах вугілля, іноді складають самостійні пласти і поклади. В Україні Л. складають невеликі за потужністю шари у вугіллі нижнього карбону Західного Донбасу.